# 존 콤로스

존 콤로스(John Komlos)는 1944년 12월 28일 출생 헝가리계 미국인 경제사이며, 뮌헨 대학교(University of Munich)에서 18년 동안 경제사 학장직을 맡았다. 1980년대에 콤로스는 경제적 발전이 신체적인 신장과 같은 인간의 생물학적 결과에 미치는 영향에 대한 연구인 인체측정학적 역사의 출현에 중요한 역할을 했다.

## 경력
콤로스는 시카고 대학(University of Chicago)에서 역사 박사 학위(1978) 및 경제학 박사 학위(1990)를 수려했고, 로버트 포겔(Robert Fogel)의 영향을 받아 인간의 신체적 신장에 대한 경제사를 연구했다. 콤로스는 1989년에 이 새로운 학문을 "인체측정학적 역사(Anthropometric History)"라고 정의했다.  콤로스는 노스 캐롤라이나 대학 채플 힐(University of North Carolina at Chapel Hilll) 인구 센터에서 1984년부터 1986년까지 연구원으로 근무했다. 콤로스는 또한 하버드 대학교(Harvard University), 듀크 대학교(Duke University), 노스 캐롤라이나 대학교(North Carolina University), 비엔나 대학교(Vienna University), 비엔나 경제 대학교(Vienna University of Economics)에서 강의한 경력이 있다. 그는 은퇴까지 무려 18년 동안 뮌헨 대학교(University of Munich)에서 경제학 및 경제사 교수로 재직했다. 또한 그는 2003년에 출판된 경제학과 인간생물학(Economics and Human Biology)의 창립 편집자이다.
콜로스는 연구 프로그램을 통해 전통적인 경제학이 실제 경제가 작동하는 방식을 잘 반영하지 못한다는 사실을 깨닫고, 인문주의 경제학자가 되었다. 2008년 금융위기 이후 콤로스는 인본주의적 관점에서 현재의 경제 이슈에 대해 글을 쓰기 시작했다. 콤로스의 교과서, Foundations of Real-World Economics는 "인간의 얼굴을 한 자본주의"를 옹호하며, 이 책은 5개의 언어로 번역되었다. 콜롬스는 2013년 기후학회(Cliometric Society)의 회원으로 선출됐다. 콜롬스는 또한 현재 경제 문제에 대한 PBS의 블로그도 운영하고 있다.